# سپرمار

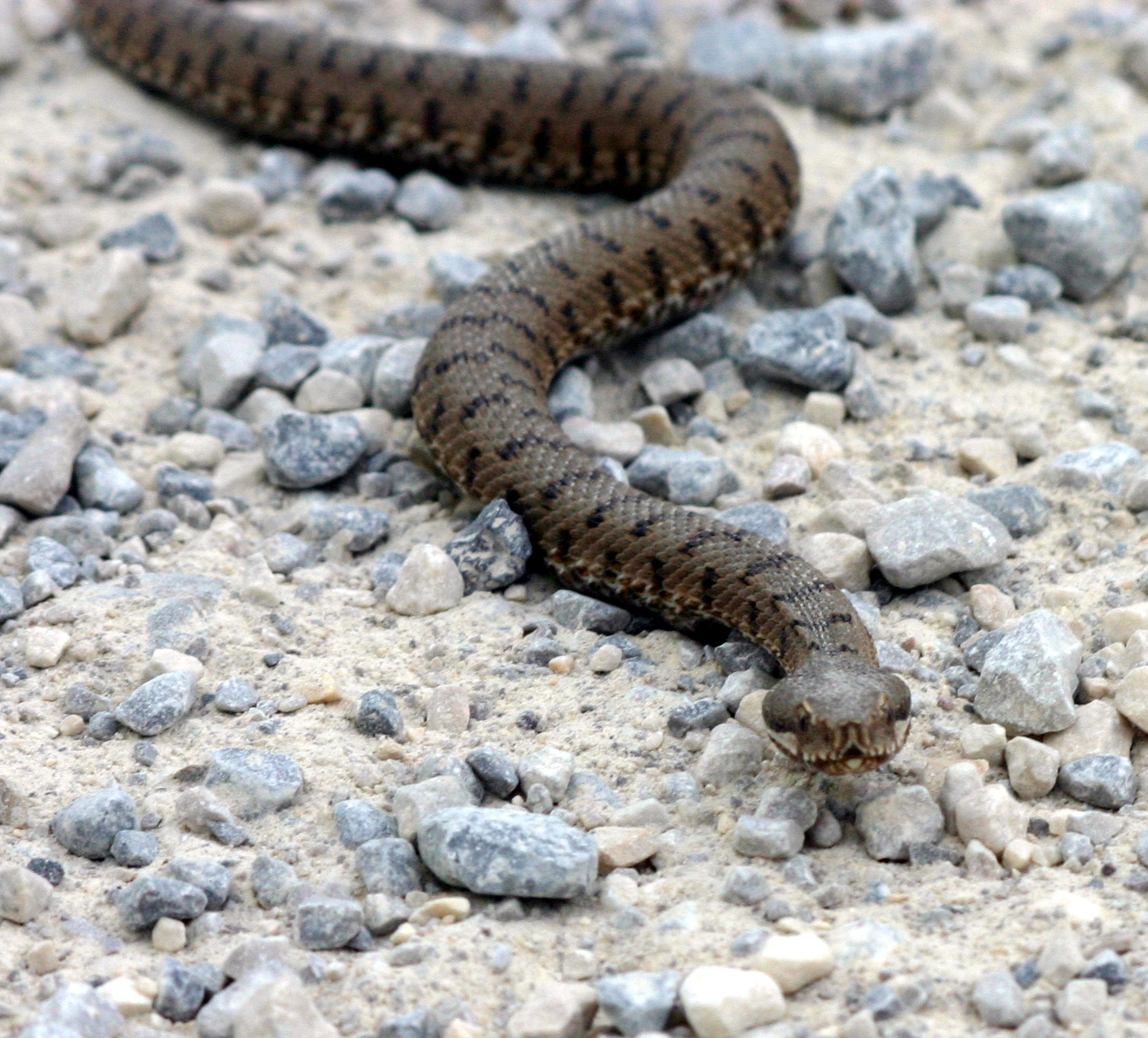
سپرمار اروپایی؛ Vipera aspis

سپرمار (انگلیسی: Asp) یا کفچه‌مار مصری به مارهای زهرآگین دلتای نیل گفته می‌شود. واژه Asp در واقع واژهٔ انگلیسی‌سازی‌شدهٔ aspis است که در زبان یونانی قدیم به معنای گرزه‌مار (افعی) است. برخی معتقدند که این واژه یونانی در واقع اشاره‌ای به کبرای مصری است.
در سرتاسر تاریخ باستانی مصر رومی، سپرمار نشانی از «پادشاهی» بوده‌است. در مصر باستان و یونان باستان نیز، از زهر بسیار قوی آن برای کشتن محکومانی که شایستگی مرگ با روشی آبرومندانه‌تر از روش‌های عادی اعدام داشتند، استفاده می‌شد.
در افسانه‌های قدیمی پرسئوس پس از کشتن مدوسا، با اسفاده از پوتین‌های بالدارش، سر بریده‌شده وی را نزد پولیدکتس برد، اما حین حرکت بر فراز آسمان مصر، هرجا که قطره‌های خون از سر بریده‌شده به روی زمین می‌ریخت، سپرمارها و اژدهای دوسر به تعداد فراوان ایجاد می‌شد.
بنا به گفتهٔ پلوتارک، کلئوپاترا تمامی زهرهای کشنده را بر روی محکومان آزمایش کرده بود و به این نتیجه رسیده بود که مرگ با زهر سپرمار، راحت‌ترین روش مرگ بود، چرا که سم آن باعث احساس سنگینی و خواب‌آلودگی می‌شد، بدون آنکه اسپاسم‌های دردناک ایجاد کند.
شهرت سپرمار بیشتر به‌خاطر نقش آن در خودکشی کلئوپاترا به‌دنبال خودکشی مارک آنتونی (همسرش) با افتادن رویِ شمشیر خود بود؛ چرا که به‌دروغ به مارک آنتونی خبر داده بودند که کلئوپاترا خودش را کشته‌است. البته برخی دیگر می‌گویند که مار مورد نظر افعی شاخدار بیابانی بوده‌است. در سال ۲۰۱۰ تاریخ‌نکار آلمانی «کریستف شافر» به‌همراه سم‌شناس آلمانی «دیتریش مبس» پس از انجام پژوهش‌ها و بررسی‌های گسترده و دقیق به نتیجه رسیدند که گرچه کلئوپاترا وسوسه شده بود که با سم سپرمار خودش را بکشد، اما در واقع از معجونی از شوکران زهرآلود، اقونیطون و تریاک برای خودکشی استفاده کرده بود.
با تمام این تفاسیر، عقیدهٔ خودکشی با زهر سپرمار به طرز لاینفکی به کلئوپاترا گره خورده‌است و ویلیام شکسپیر آنرا در نمایشنامهٔ آنتونیوس و کلئوپاترا جاودانه ساخته‌است. اتلو نیز برای بیان تنفرش از دزدمونا در نمایشنامهٔ اتلو، او را فردی «با زبانی سرشار از زهر سپرمار» توصیف می‌کند.